# Les Revenants (filmzene)
A Les Revenants a Mogwai harmadik filmzenei albuma, amelyet 2013. február 25-én adott ki a Rock Action Records.
A lemez a Visszajárók tévésorozathoz készült.

## Történet

### Felvétel
A zenekar korábban két filmhez (Zidane: A 21st Century Portrait és A forrás) is szerzett zenét, ezek pedig album formájában 2006-ban meg is jelentek. Daniel Ross, a BBC szerzője szerint a lemez „pont olyan, mint egy következő Mogwai-album”. A posztrock és a zombikkal kapcsolatos filmek a Godspeed You! Black Emperor által játszott, a 28 nappal későbben feltűnt dallal fonódtak össze. Habár a Visszajárók a zombikkal kapcsolatos film, azok nem archetipikus zombik.
A Mogwait a sorozat készítői keresték meg; John Cummings ezzel kapcsolatban a következőket mondta:
Nem tudtuk, milyen lesz az általános hangzás. Néhány sornyi szöveget láttunk angolul, de a többi nem volt lefordítva, így a sötétben tapogatóztunk, de ők tudták, mit akarnak, így az általunk elküldött anyagokból végül különbözőket válogattak.
A FACT magazinnak adott interjúban a Mogwai tagjai elmondták, hogy nem tudták, milyen pontosan a sorozat. Egy rövid bevezetőt láttak, ezután néhány promóciós anyagot küldtek a rendezőknek, akiknek ezek tetszettek. A bandatagok a dalok elkészültéig nem ismerték az epizódok tartalmát. Mivel a számokat a forgatás közben játszották le, a rendezők úgy értelmezték azokat, „mintha annyira átéreznék a film szereplőjeként, mint közreműködőjeként”; ezért a Mogwai ezt „aktív filmzenének” hívja.
A zenekar próbált a sorozathoz illő zenét összeállítani, próbáltak „Mogwai lenni, de a horror témakörén belül”. Az együttessel kapcsolatot tartó producerek egyre több és több nyersanyagot kaptak. A Mogwai tagjai ezzel kapcsolatban a következőket mondták:
Megkaptuk a szöveget, majd a helyszínek, később pedig a szereplők fotóit. Miután összeállt a fejünkben, elkezdték mondogatni, hogy „a következő dalnak ehhez a jelenthez kell illeszkednie. Több dalra van szükségünk a jelenet közzétételéhez”, és hasonlók.
A számokat két különböző alkalommal vették fel; egyszer az első négy epizódhoz, később pedig a másik négyhez. Igyekeztek „nem szokványos” filmzenét létrehozni. Próbáltak egyszerre nyugtató és nyugtalanító dalokat alkotni; a rockosabb elemeket annak ellenére kerülték, hogy tudták, a sorozatban több akciójelenet is van. Ezzel kapcsolatban az együttes a következőket nyilatkozta:
Annyi szabadságot kaptunk, hogy nem is vettük észre, más projektjén dolgozunk.
A dalok stílusa miatt nézeteltérésekbe keveredtek a sorozat készítőivel, mivel ők pörgős számokat szerettek volna. Ahol a műsor megkívánta, a We’re No Here-ből használtak fel részleteket. Az együttes tagjai saját bevallása szerint élvezték a munkát, és elvállalták a második évad zenei aláfestésének elkészítését is.

### Kiadás
Az együttes a kezdetektől fogva ki szerette volna adni munkáját. 2012 decemberében négy dalt kiadtak középlemez formájában. Ugyan elsősorban digitálisan érhető el, 2013 januárjában saját kiadójukon keresztül korlátozott példányszámban 10”-es formátumban is megjelent. A letölthető változatot a Visszajárók utolsó epizódjainak vetítésével egy időben jelentették meg, a teljes lemez megjelenésének idejére pedig a korlátozott példányszámú hanglemez elfogyott.
A végső kiadást 2013. február 25-én adta ki a Rock Action Records az Egyesült Királyságban, és a Sub Pop az Amerikai Egyesült Államokban. CD, hanglemez és digitális formátumban érhető el. Néhányan megjegyezték, hogy a lemez a sorozatbeli zenékhez képest több dalt tartalmaz; valójában a teljes filmzenét újravették, így a kettő között nincs sok átfedés.

## Számlista
Az összes dal szerzője a Mogwai, kivéve a What Are They Doing in Heaven Today? című dalé, amely a Charles Albert Tindley által írt Washington Phillips-szám feldolgozása. 
| 1.    | Hungry Face                          | 2:24 |
| 2.    | Jaguar                               | 2:19 |
| 3.    | The Huts                             | 4:02 |
| 4.    | Kill Jester                          | 3:30 |
| 5.    | This Messiah Needs Watching          | 4:37 |
| 6.    | Whisky Time                          | 1:40 |
| 7.    | Special N                            | 3:49 |
| 8.    | Relative Hysteria                    | 3:41 |
| 9.    | Fridge Magic                         | 3:23 |
| 10.   | Portugal                             | 4:02 |
| 11.   | Eagle Tax                            | 3:22 |
| 12.   | Modern                               | 2:49 |
| 13.   | What Are They Doing in Heaven Today? | 5:52 |
| 14.   | Wizard Motor                         | 4:41 |
| 50:11 |                                      |      |

## Fogadtatás
Az AllMusic kritikusa, Heather Phares szerint a lemez „bensőséges, gyenge fényességével” felülmúlta a várakozásokat. Megjegyezte, hogy az album dalai különböznek a Mogwai korábbi alkotásaitól, így még a legdrámaibb számoknál sem tapasztalható a Hardcore Will Never Die, But You Will lemezen jelen lévő „robbanásszerű” hatás.
A The Independent írója, Andy Gill szerint az album visszafogott, amely a feladat jellegének tudható be.
Phares szerint továbbá a Les Revenants „nem hívja fel magára feleslegesen a figyelmet, és hangulatot teremt ahelyett, hogy kierőszakolná azt”. A Pitchfork Mediának író Laura Snapes szerint a lemez inkább nyugtalanító, mint drámai vagy horrorisztikus, és ez illik a sorozathoz, de ezenfelül úgy gondolja, hogy nem kell a sorozatot ismerni a dalok kedveléséhez. Ugyanezt gondolja Ally Carnwath, a The Observer munkatársa is: szerinte az album egyszerre szomorú és nyugtalanító, de ugyanakkor melegséget is sugároz.
Simon Price, a The Independent másik kritikusa már kevésbé volt megelégedve a lemezzel, de ő is azt gondolja, hogy megfelelően átadja a tévéműsor melankolikus, nyugtalanító hangulatát.

## Közreműködők

### Mogwai
- Stuart Braithwaite
- Dominic Aitchison
- Martin Bulloch
- Barry Burns
- John Cummings

### Gyártás
- Tony Doogan – producer, keverés
- Niall McMenamin – producer, hangmérnök
- Frank Arkwright – maszterelés
- Washington Phillips – inspiráció

## Fordítás
Ez a szócikk részben vagy egészben  a   Les Revenants (album) című angol Wikipédia-szócikk ezen változatának fordításán alapul.  Az eredeti cikk szerkesztőit annak laptörténete sorolja fel. Ez a jelzés csupán a megfogalmazás eredetét és a szerzői jogokat jelzi, nem szolgál a cikkben szereplő információk forrásmegjelöléseként.